# Jan van Roubaix

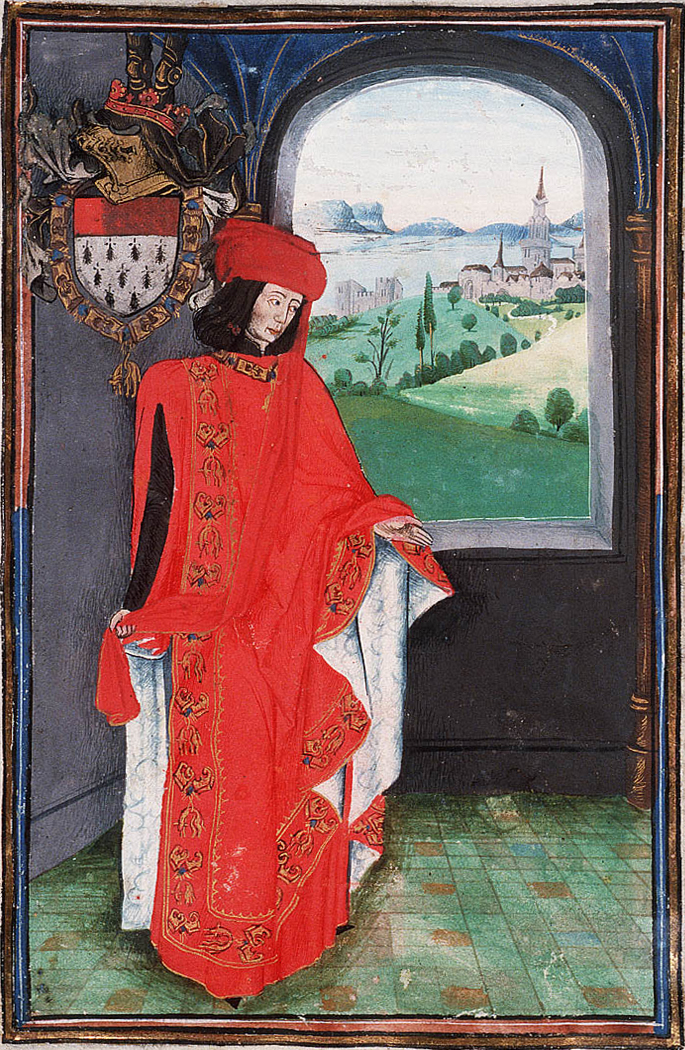
Jan van Roubaix in het wapenboek van de Orde van het Gulden Vlies

Jan V van Roubaix (ca. 1369 - Roubaix, 7 juni 1449), heer van Roubaix en Herzele, was een Vlaams edelman in dienst van de Bourgondische hertogen.

## Levensloop
Jan zijn eerste wapenfeit was in 1382 in de Slag bij Westrozebeke waarbij de opstandige Vlaamse steden werden verslagen. Hij vergezelde Jan zonder Vrees op diens kruistochten tegen de Saracenen in Tunis (1390), vervolgens tegen de Ottomaanse sultan Bajazet (Slag bij Nicopolis, 1396).

Wapenschild

In 1401 werd hij heer van Roubaix. Jan zonder Vrees gaf hem in 1406 de heerlijkheid Herzele; hij liet hierop de burcht van Herzele opnieuw opbouwen.
Hij werd opperkamerheer van Jan zonder Vrees en vervolgens van diens zoon Filips de Goede. Deze stuurde hem in 1428 als gezant naar Portugal om de onderhandelingen te voeren voor het huwelijk van Filips met Isabella van Portugal. Het huwelijk werd voltrokken in 1430. Bij deze gelegenheid werd Jan van Roubaix een van de eerste ridders in de nieuw opgericht Orde van het Gulden Vlies.

## Huwelijk en kinderen
Jan van Roubaix trouwde in 1401 met Agnes van Lannoy (†1464), een zuster van Hugo, Ghillebert en Boudewijn van Lannoy.
Zij kregen twee kinderen:
- Maria of Johanna (†<1432) trouwde met Anton van Croÿ
- Pieter van Roubaix werd de opvolger van Jan